# Daniel Buder
Daniel Buder (ur. 3 lipca 1977 w Kronberg im Taunus) – niemiecki aktor teatralny, telewizyjny i filmowy.

## Wybrana filmografia
- 2009: Nasz Charly jako Jörg Wieland
- 2010: Kobra – oddział specjalny – odc. „Der Prüfer” jako Spike
- 2013: Rosamunde Pilcher jako Owen Lockhart
- 2013–2014: Burza uczuć jako Daniel Brückner
- 2016–2019: To, co najważniejsze jako Réne